# Diocèse de Saint-Jean–Longueuil
Pour les articles homonymes, voir Diocèse de Saint-Jean et Longueuil (homonymie).
Le diocèse de Saint-Jean–Longueuil est un diocèse de l'Église catholique au Québec au Canada. Son siège est la cathédrale Saint-Jean-l'Évangéliste à Saint-Jean-sur-Richelieu, mais le centre diocésain est à Longueuil qui comprend également la cocathédrale Saint-Antoine-de-Padoue. Il a été érigé canoniquement le 9 juin 1933 par le pape Pie XI sous le nom de diocèse de Saint-Jean-de-Québec. Il adopta son nom actuel en 1982. Il est suffragant de l'archidiocèse de Montréal. Depuis 2019, son évêque est Claude Hamelin.

## Description

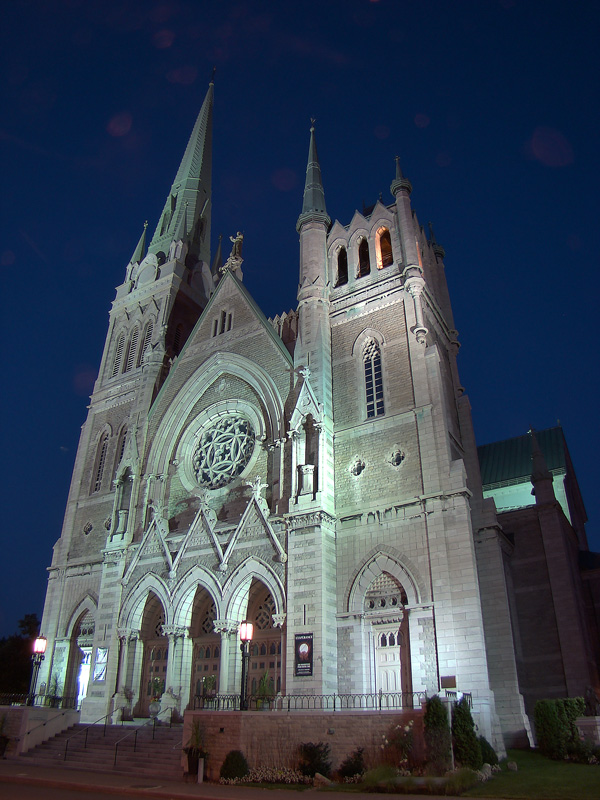
La cocathédrale Saint-Antoine-de-Padoue de Longueuil

Le diocèse de Saint-Jean–Longueuil est l'une des 21 juridictions de l'Église catholique au Québec au Canada. Son siège épiscopal est la cathédrale Saint-Jean-l'Évangéliste à Saint-Jean-sur-Richelieu, mais le centre diocésain est à Longueuil qui comprend également la cocathédrale Saint-Antoine-de-Padoue située dans le Vieux-Longueuil,,. Il est suffragant de l'archidiocèse de Montréal,. Depuis 2019, son évêque est Claude Hamelin,,.
Le territoire du diocèse de Saint-Jean–Longueuil couvre une superficie de 2 078 km2 entre le fleuve Saint-Laurent, la rivière Richelieu et la frontière canado-américaine dans la région de la Montérégie,. Il est divisé en quatre régions diocésaines : la région anglophone, la région centre, la région Longueuil-Nord et la région Sud-Ouest.
En 2017, le diocèse de Saint-Jean–Longueuil dessert une population de 640 340 catholiques avec un total de 85 prêtres et quatre diacres permanents.
Le diocèse de Saint-Jean–Longueuil comprend une basilique mineure, la basilique Sainte-Anne-de-Varennes à Varennes, depuis le 18 juin 1993,.

## Histoire
Le diocèse a été érigé canoniquement le 9 juin 1933 par le pape Pie XI sous le nom de diocèse de Saint-Jean-de-Québec. Auparant, son territoire faisait partie de l'archidiocèse de Montréal dont il est maintenant le suffragant,. Son premier évêque, Paul-Ernest-Anastase Forget, fut nommé le 12 mai 1934. Il occupa cette fonction jusqu'à sa mort le 3 février 1955,,.
Le 27 février 1982, le diocèse fut renommé en diocèse de Saint-Jean–Longueuil,.

## Évêques
| # | Nom                         | Dates                              |
| - | --------------------------- | ---------------------------------- |
| 1 | Paul-Ernest-Anastase Forget | 12 mai 1934 - 3 février 1955       |
| 2 | Gérard-Marie Coderre        | 3 février 1955 - 3 mai 1978        |
| 3 | Bernard Hubert              | 3 mai 1978 - 2 février 1996        |
| 4 | Jacques Berthelet           | 27 décembre 1996 - 28 octobre 2010 |
| 5 | Lionel Gendron              | 28 octobre 2010 - 5 novembre 2019  |
| 6 | Claude Hamelin              | Depuis le 5 novembre 2019          |

## Galerie

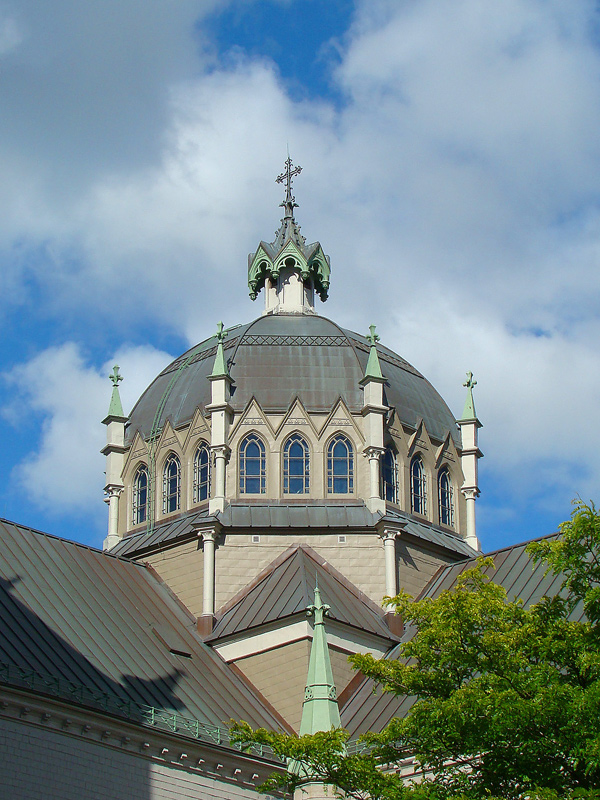
Le dôme néo-byzantin de la cocathédrale Saint-Antoine-de-Padoue de Longueuil
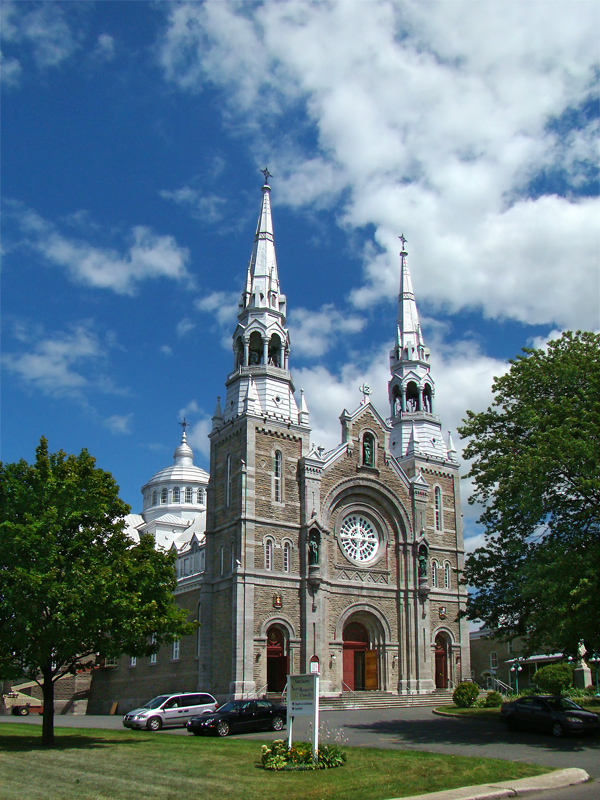
La basilique Sainte-Anne-de-Varennes
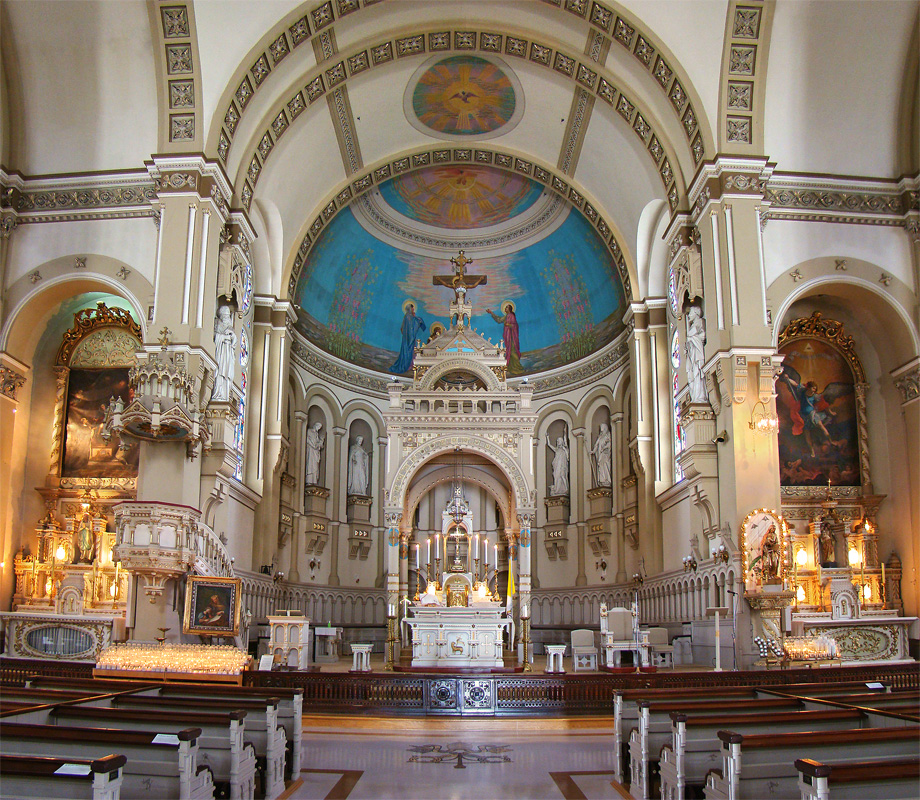
L'intérieur de la basilique Sainte-Anne-de-Varennes
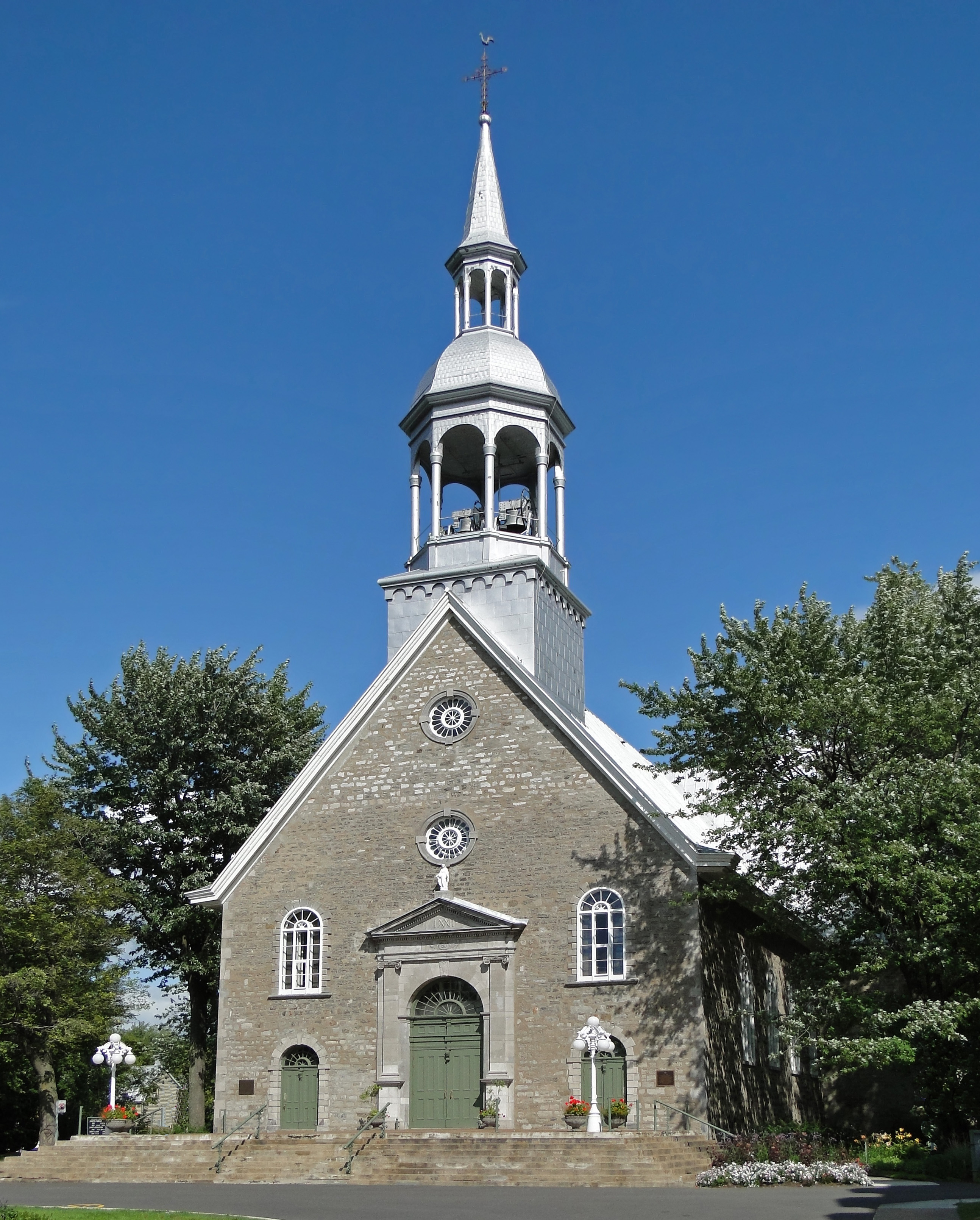
L'église Sainte-Famille de Boucherville
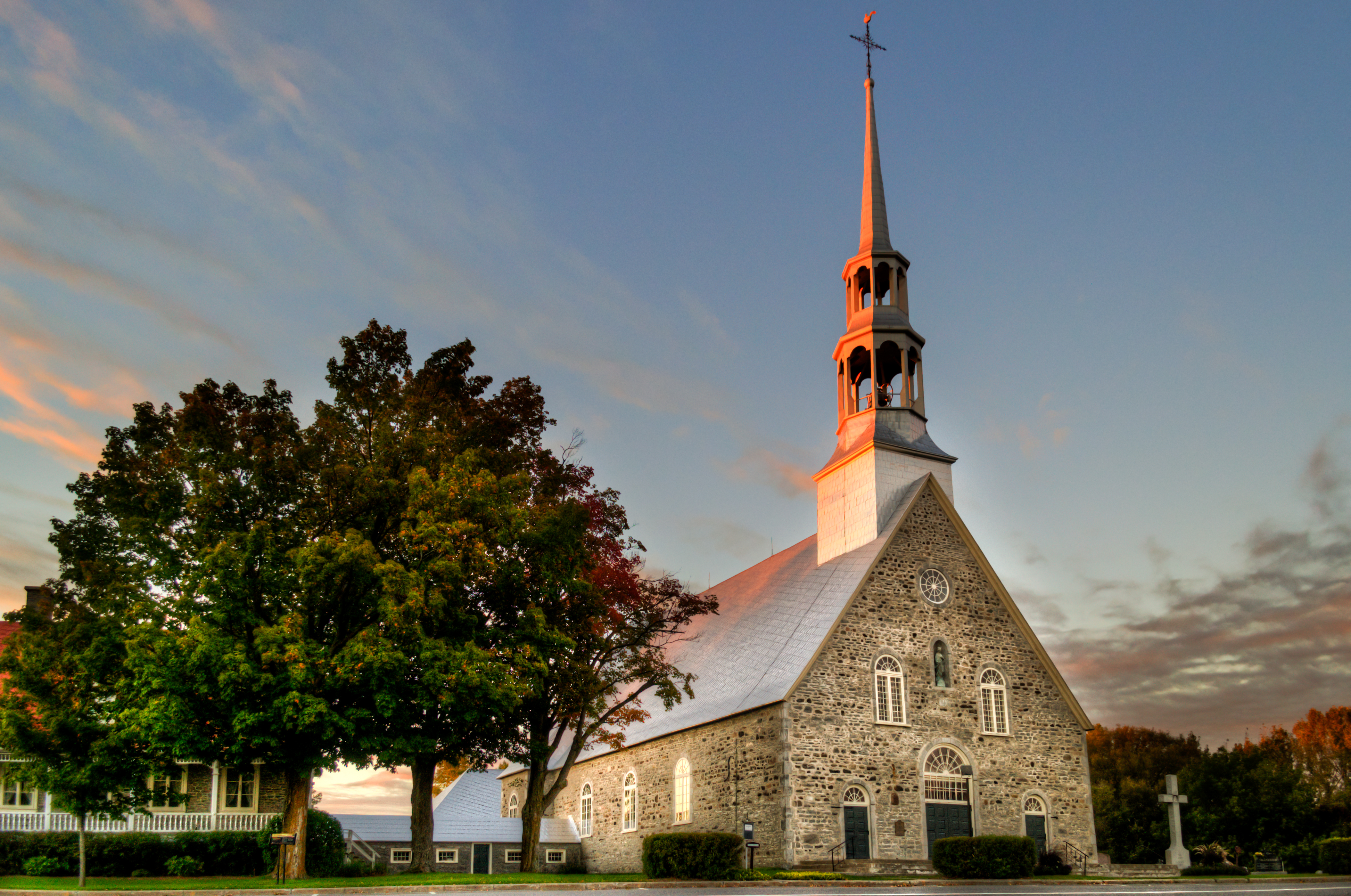
L'église de Sainte-Marguerite-de-Blairfindie de Saint-Jean-sur-Richelieu